# Canon EOS 60D
Canon EOS 60D — цифровий дзеркальний фотоапарат просунутого аматорського, або напівпрофесійного рівня серії EOS компанії Canon. Вперше анонсований 26 серпня 2010 року. Вийшов на заміну Canon EOS 50D. Наступна модель цього рівня — Canon EOS 70D.
Це перша камера Canon EOS яка отримала поворотний екран. 

## Основні відмінності від Canon EOS 50D
- Роздільна здатність сенсора виросла з 15,1 млн до 18,1 млн пікселів.
- Зросла максимальна світлочутливість ISO до 6400 (з розширення до 12800).
- Можливість запису відео з такими ж елементами управління як у Canon EOS 550D:
  - 1080p відео запис Full HD зі швидкістю 24, 25 та 30 к/с.
  - 720p відео запис HD з 50 к/с (50 Гц) та 60 к/с (59.94 Гц).
  - 480p відео запис ED з 50 к/с (50 Гц) та 60 к/с (59.94 Гц).
- Ручне регулювання аудіозапису.
- Поворотний екран (3-дюйми) з дещо більшою роздільною здатністю 1040 тис. точок у форматі 3:2 (50D мав 4:3).
- Знижена максимальна швидкість серійної зйомки до 5,3 к/с (50D мав 6,3 к/с).
- Використання карт типу SD/SDHC/SDXC (50D використовував CompactFlash).
- Менший та легший полікарбонатний прогумований корпус на алюмінієвій основі (50D мав магнезійний).
- Бездротове управління спалахами.
- Немає можливості мікро-підстройки автофокусу (50D мав такий).
- Редизайн елементів управління мультиконтролер перемістився в центр кнопок швидкого вибору; верхні кнопки управління відповідальні лише за одну настройку.
- Диск вибору режимів зйомки отримав замок.
- Електронний рівень, який можна бачити в видошукачі, задньому ЖК екрані та на верхньому монохромному дисплеї.
- Батарея LP-E6, яка раніше була в 5D MkII та 7D.
- Зник роз'єм PC для синхронізації зі спалахом.
- Роз'єм для дистанційного управління спуском змінився з гнізда «Canon N3» на 2,5 мм TRS.
- Вбудована в камеру можливість застосовувати творчі фільтри та ефекти при роботі з RAW-форматом.
- 3,5 мм роз'єм для зовнішнього стереомікрофона.